# Barrosã
La barrosã  ou barrosão est une race bovine autochtone du Portugal. Elle partage de nombreux points communs avec la race cachena dont elle est une version plus grande.

## Origine
Elle est élevée depuis très longtemps dans la région. Elle serait issue de la branche bos primigenius mauretanicus de l'aurochs.
Elle est issue du district de Vila Real, au nord du Portugal, une région d'agriculture peu fertile. Le sous-sol granitique et schisteux a donné un sol pauvre et un relief montagneux aux vallées encaissées. 
En 1873, Silvestre Bernardo Lima recense 246 800 animaux, mais au cours du XXe siècle, une forte baisse a eu lieu, liée à l'intensification de l'agriculture et au remplacement des barrosa comme animaux de trait par les races mirandesa puis maronesa, plus puissantes et comme race laitière par des minhota puis holstein, plus productives. Le herd-book de la barrosa, registre généalogique bovin, date de 1985, a une période de forte baisse des effectifs. De 35 750 bovins en 1985, ils sont descendus à un millier en 1999, puis remontés à 18 000 animaux en 2013. Cette hausse au début du XXIe siècle est due à des aides européennes à la vache allaitante et à la mise en place de mâles barrosa pour l'insémination artificielle.

## Morphologie
Elles portent une robe fauve à blonde aux nuances brunes plus foncées sur le garrot. Leurs muqueuses sont claires, mais leur museau est sombre. Elles portent de longues cornes torsadées en lyre. L'envergure de ces cornes peut atteindre deux mètres. Le dimorphisme sexuel porte sur la couleur à nuances plus sombre des mâles en plus du garrot plus proéminent et musclé.
Les barrosa mesurent 1,15 m pour la vache et 1,25 m pour le taureau, pour respectivement 450 et 800 kg,.

## Aptitudes

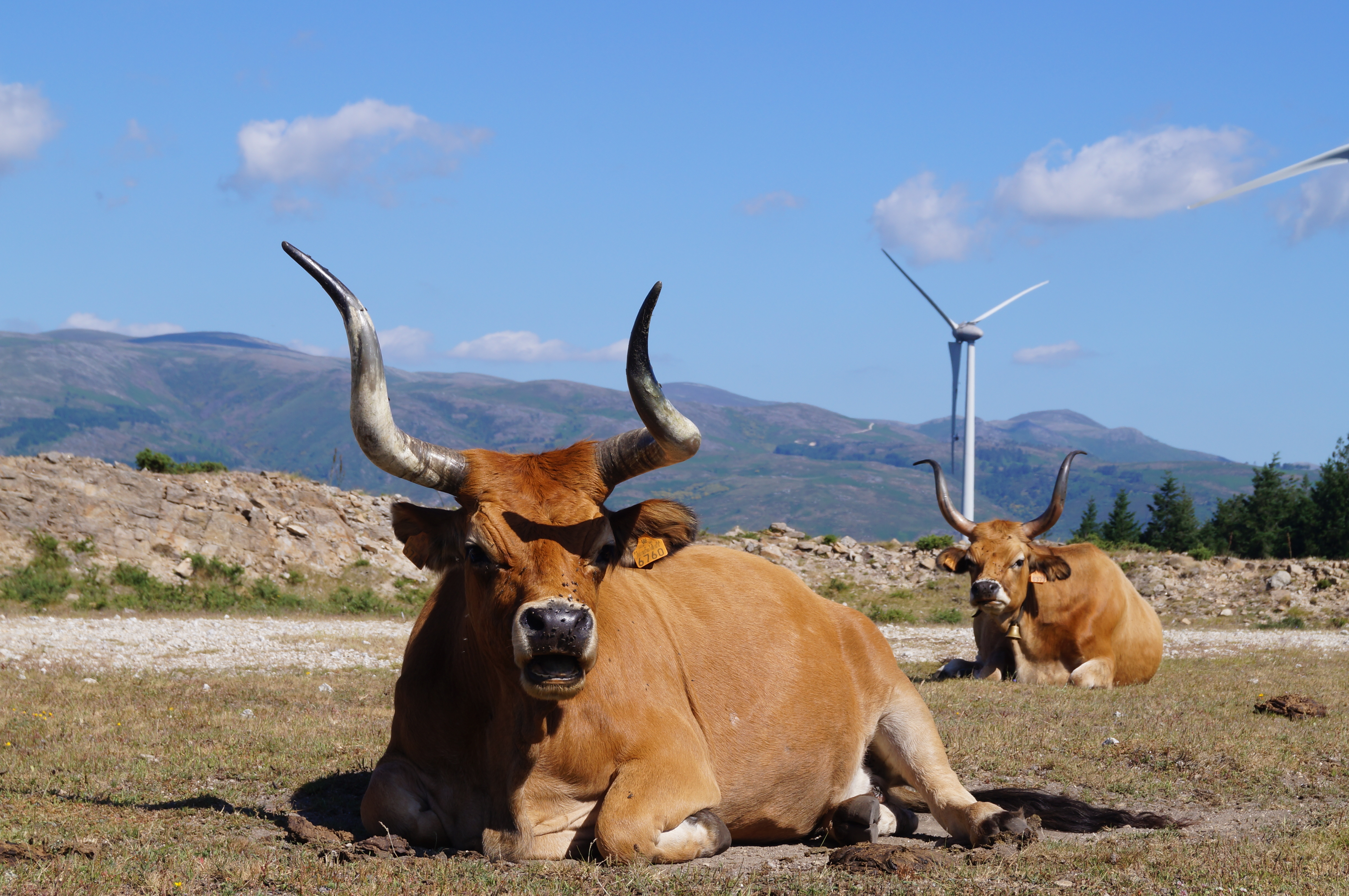
Vaches en rumination.

Traditionnellement, c'étaient des animaux multi usage : lait, viande, force de travail. À l'époque où les vaches étaient traites, leur taux butyrique élevé donnait un beurre célèbre localement par sa forme en tuyau. La taille réduite ne nuisait pas à une grande force de travail grâce à la carrure des épaules, à l'aplomb des membres et à la grande docilité des animaux.
Les animaux sont élevés dans une zone montagneuse où les sommets culminent entre 1 000 et 1 200 mètres. Les bovins sont conduits dans des pâturages de vallées encaissées à parcelles abruptes ou des plateaux d'altitude. ils sont nourris d'herbe, de foin et de paille, et complémenté en farine de maïs en période de disette et d'engraissement.

## Élevage
L'élevage est devenu essentiellement boucher dans le dernier quart du XIXe siècle. Les élevages sont de petite taille et la monte reste majoritairement naturelle, même si de la semence est disponible en insémination artificielle. Le nombre élevé de taureaux permet un élevage sans risque de consanguinité. Les vaches sont précoces et donnent leur premier veau entre 30 et 36 mois. L'intervalle entre vêlages est de 12 à 15 mois. Le désavantage de ne pas avoir un veau par vache et par an est contrebalancé par la durée de productivité des vaches, certaines vêlant encore après vingt ans. L'accouplement n'a pas de saison, permettant de livrer des veaux toute l'année et d'alimenter régulièrement un marché en plein essor.
La qualité de la viande a abouti à une reconnaissance en appellation d'origine protégée en 1994 sous le nom Carne barrosa DOP. Elle concerne les veaux, vaches et bœufs de race barrosa, nés et élevés dans la zone délimitée, selon le cahier des charges. La viande a une couleur rosé clair à rouge sombre en fonction de l'âge de l'animal, légèrement persillée. La viande cuite est tendre et juteuse, et une saveur importante due à la bonne répartition du gras intramusculaire. Une étude a révélé la présence dans le gras d'acides gras insaturés oméga-3 et oméga-6 et taux de cholestérol bas pour une viande bovine.